# Біліченій-Векі
Біліченій-Векі (рум. Bilicenii Vechi) — село у Синжерейському районі Молдови. Адміністративний центр однойменної комуни, до складу якої також входить село Коада-Язулуй.

## Населення
За даними перепису населення 2004 року у селі проживали 3087 осіб.
Національний склад населення села:
| Національність       | Кількість осіб | Відсоток   |
| -------------------- | -------------- | ---------- |
| молдавани румуни     | 3027 19        | 98,1% 0,6% |
| українці             | 28             | 0,9%       |
| росіяни              | 10             | 0,3%       |
| гагаузи              | 2              | 0,1%       |
| інша / без відповіді | 1              | < 0,1%     |
| Всього               | 3087           | 100%       |